# Parlement van Kenia
Het Parlement van Kenia (Engels: Parliament of Kenya) bestaat uit twee Kamers:
- Nationale Vergadering (National Assembly) - lagerhuis, 349 leden;
- Senaat (Senate) - hogerhuis, 67 leden.

## Geschiedenis
Brits-Oost-Afrika, het huidige Kenia, kreeg in 1907 een Wetgevende Raad (Legislative Council) met benoemde leden. Sinds 1919 werden de leden gekozen door de Europese bevolking van het protectoraat op basis van algemeen kiesrecht. Bijzonder was dat ook vrouwen passief kiesrecht werd toegekend. Een amendement in 1924 zorgde ervoor dat er ook een lid van de Indische gemeenschap en een lid van de Arabische gemeenschap werden gekozen in de Wetgevende Raad. Later werd hun aantal uitgebreid. In 1951 kende de Wetgevende Raad 14 Europeanen, 12 Aziaten (Indiërs) en 2 Arabieren. Daarnaast hadden er ook 26 leden van de regering (allen blank) zitting in de Wetgevende Raad. De Afrikaanse bevolking werd echter volledig uitgesloten, terwijl zij toch veruit de grootste bevolkingsgroep vormden. Pas in 1954 kwam hier verandering in. Er werd een officiële ministerraad gecreëerd waarin ook een zwarte Afrikaan zitting had en bij de verkiezingen voor de Wetgevende Vergadering van 1956 waren er voor het eerst zetels (acht in totaal) gereserveerd voor de Afrikaanse bevolking. Bekende Afrikanen die in dat jaar gekozen werden waren Tom Mboya en Daniel arap Moi. In 1958 werden er meer zwarte Afrikanen opgenomen in de ministerraad van het protectoraat en bij de verkiezingen van 1961 waren er 19 zetels gereserveerd voor zwarte Afrikanen, tien voor blanke Europeanen, acht voor Aziaten en twee voor Arabieren. Grote winnaar bij die verkiezingen was de Kenya African National Union (KANU) van Jomo Kenyatta, die in 1963, het jaar van de onafhankelijkheid, minister-president werd. In mei 1963 werd de KANU wederom de grootste partij bij de verkiezingen. Dit waren de laatste verkiezingen vóór de onafhankelijkheid later dat jaar.
De grondwet van 1962 voorzag voor het onafhankelijke Kenia in een tweekamerstelsel met een Huis van Afgevaardigden (House of Representatives) als lagerhuis en een Senaat (Senate) als hogerhuis. In 1966 werd de grondwet gewijzigd en werden de beide Kamers van het parlement samengevoegd tot de Nationale Vergadering (National Assembly) waarna het land voortaan een eenkamerparlement kende. Bij de verkiezingen van 1969 deed alleen de KANU mee en won bijgevolg alle zetels in het parlement. Tot de verkiezingen van 1979 werden er ook een vast aantal leden van de Nationale Vergadering benoemd, zij vertegenwoordigden de minderheidsbevolkingsgroepen in het land. Tussen 1982 en 1991 kende Kenia een eenpartijstelsel met de KANU als enige partij. In 1992 werd een meerpartijenstelsel ingevoerd en sindsdien kent het land een groot aantal politieke partijen. In 2010 werd een nieuwe grondwet aangenomen die voorzag in de instelling van een tweekamerstelsel: de Nationale Vergadering werd het lagerhuis en de Senaat werd het hogerhuis. In beide Kamers van het parlement domineert thans de Jubilee Alliance van president Uhuru Kenyatta.

## Ambtsbekleders
|                                         |                |            |
| FUNCTIE                                 | NAAM           | TERMIJN    |
|                                         |                |            |
| Voorzitter van de Nationale Vergadering | Justin Muturi  | 2013–heden |
| Voorzitter van de Senaat                | Kenneth Lusaka | 2017–heden |

## Huisvesting
Het Parlement van Kenia is gevestigd in het parlementsgebouw (Parliament Building) in de hoofdstad Nairobi en werd gebouwd tussen 1954 en 1964. Het oudste gedeelte (met de klokkentoren) van het parlementsgebouw vertoond overeenkomsten met House of Parliament in Londen. De eerste steen in het Keniaanse parlementsgebouw is vervaardigd uit materiaal van het Britse parlementsgebouw dat bij de bombardementen op Londen (1941) van het parlementsgebouw was losgeraakt. Deze steen symboliseert de nauwe band tussen Kenia en het Verenigd Koninkrijk.

## Afbeeldingen

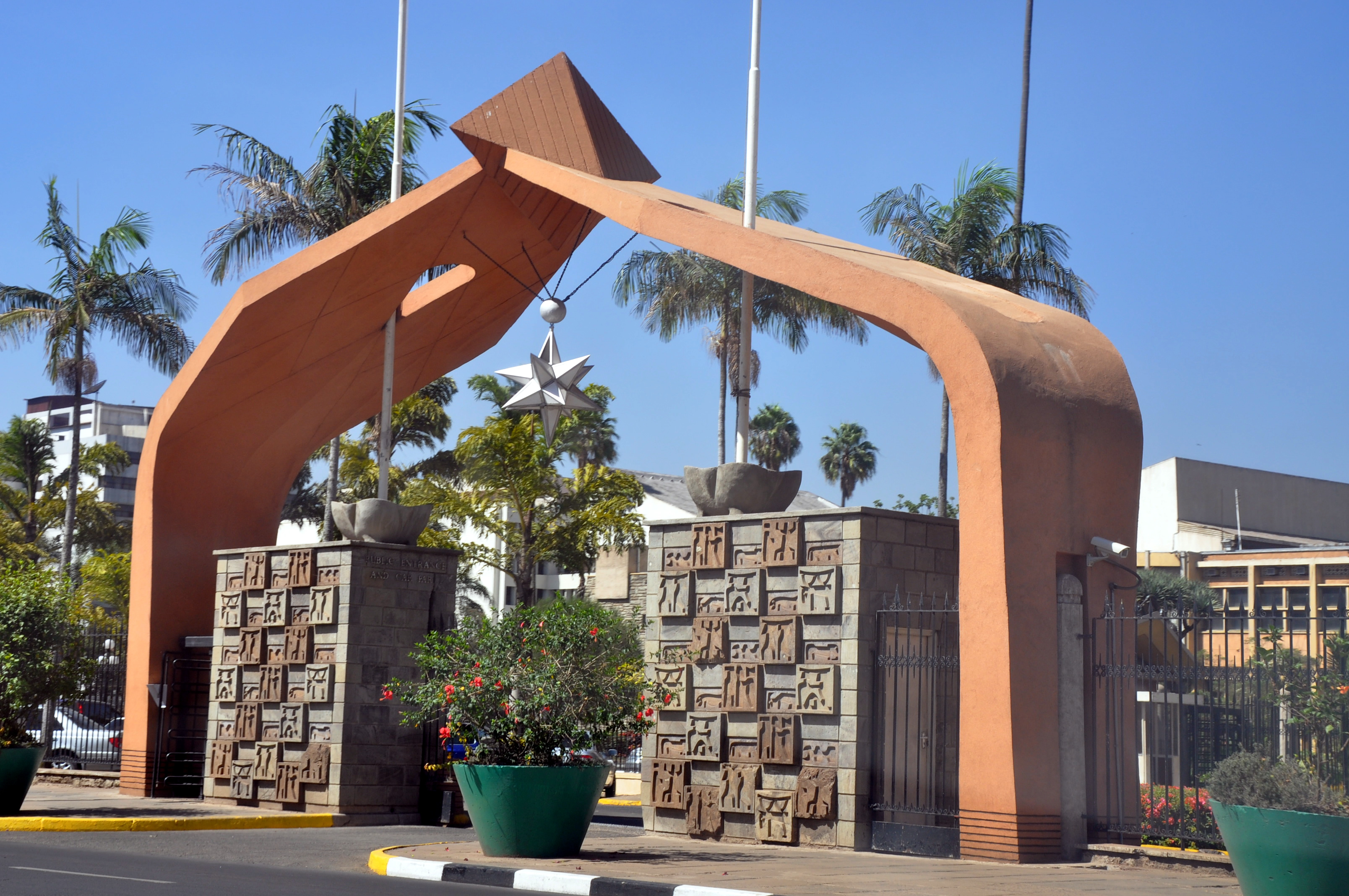
Toegang tot het parlementsgebouw in Nairobi
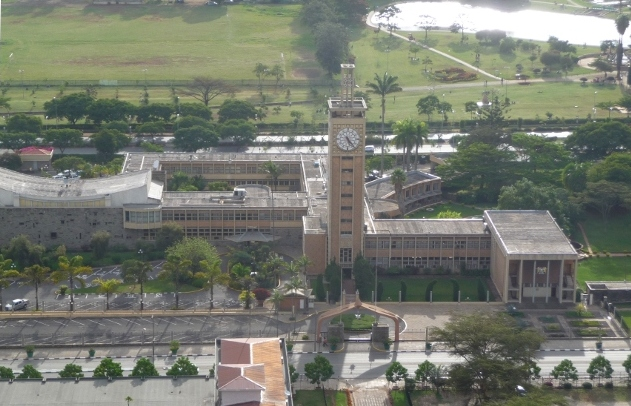
Het parlementsgebouw
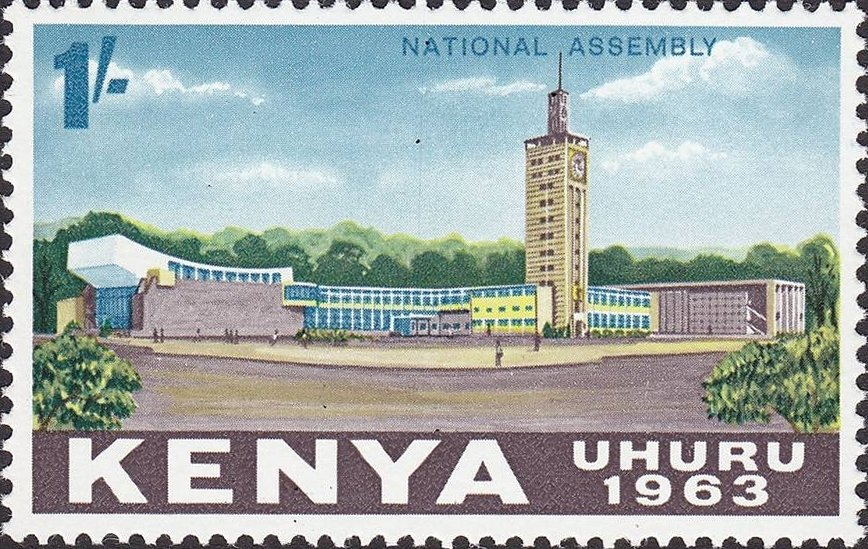
Het parlementsgebouw afgebeeld op een postzegel (1963)
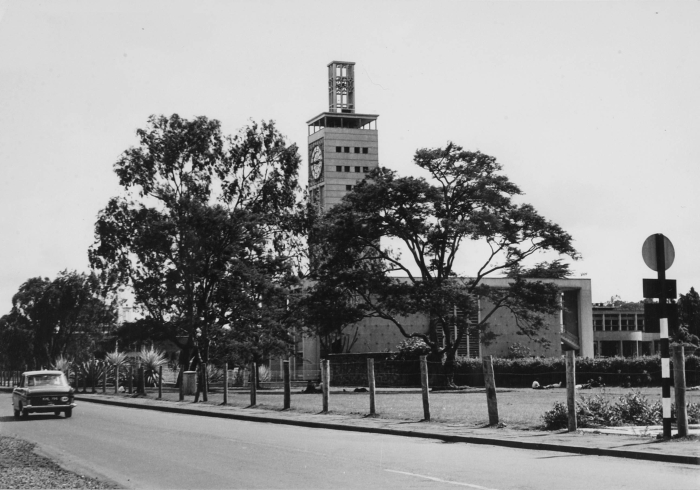
Het parlementsgebouw in 1964